# Lotte (voornaam)
Lotte is een meisjesnaam. De naam is een afkorting van de voornaam Charlotte.
De naam Charlotte is afgeleid van Charles of Karel, dat vrije man betekent. De diminutiefuitgang -otte betekent "middelmatig klein". Charlotte is dus een vrouwelijke vorm van Kareltje.
De naam Charlotte werd zover bekend voor het eerst gegeven aan Charlotte van Savoye (1423 - 1483). Zij was de tweede echtgenote van Lodewijk XI (Valois) van Frankrijk. De naam is dus ongeveer 600 jaar oud.
De feestdag van de zalige Charlotte is op 17 juli.
De naam Lotte wordt in Nederland pas sinds halverwege de jaren 70 van de twintigste eeuw regelmatig gegeven en is sinds ongeveer 1990 een van de meest gekozen voornamen voor meisjes.
Enkele afgeleiden zijn Lot, Lottie, Lotta, Lotteke en Lotje.

## Bekende naamdraagsters
- Charlotte van Saksen Coburg-Gotha (1840-1927), prinses van België
- Lotte Bruil-Jonathans, Nederlands badmintonster
- Lotte van Dam, Nederlands actrice
- Lottie Hellingman, Nederlands actrice
- Lotte Hendrickx, Vlaams actrice
- Lotte Horlings, Nederlands zangeres en actrice
- Lotte Lenya, Duits zangeres en actrice
- Lot Lohr, Nederlands actrice

## Bekende naamdraagsters in de literatuur
- Lotte is een van de hoofdpersonen in het Duitse boek "Die Leiden des jungen Werthers" van Goethe (1774). Dankzij dit boek werd de voornaam Lotte populair.